# Шлей, Лудольф Готтфрид
Лудольф-Готтфрид Шлей (нем. Ludolf Gottfried Schley; 5 января 1798, Любек — 4 июня 1859, Либава) — немецкий поэт, писатель

, переводчик, предприниматель, дипломат.

## Биография
Сын торговца шёлком в Любеке. Окончил гимназию Катаринеум. После смерти родителей переехал жить к родственникам в Стокгольм. Учился бизнесу. В 1824 году получил работу в шведском консульстве в Эльсиноре, в 1825 году — в консульстве в Упсале. В 1840 году открыл свой собственный бизнес в качестве купца, хотя и не преуспел в делах.
С 1845 года был также шведским и норвежским консулом.
Стал известен, как переводчик со шведского, писал собственные стихи. Издал лучший в своё время немецкий перевод «Фритиофа» Э. Тегнера, а также «Schwedische Dichtungen» (1825), сборник произведений выдающихся шведских поэтов: Тегнера, Аттербома, Гейера, Фалькранца и других, в немецком переводе.
В 1832—1834 годах вышли его «Dichtungen» в 3-томах, из которых первый том, носящий отдельное заглавие «Die Schwedenbraut», заключает свободную обработку лучшей поэмы Тегнера «Аксель».

## Избранные произведения
- Dichtungen, 3 Bände, Libau 1832–1834.
- Jacob Bagge af Boo. Schwedischer Reichsadmiral. Historische Skizze, in: Der Refraktor 1836, Nr. 17–25.
- Das Bild der Hecate, in: Der Refraktor, Nr. 19 (1836), S. 145–147.
- Gedichte, Liebau 1859.